# Port Sud de Paldiski
Le port Sud de Paldiski (estonien : Paldiski Lõunasadam, code : EE PLS) ) est un port de marchandises sur la côte sud-ouest de la péninsule de Pakri, dans la partie nord-est de la baie de Paldiski à côté du port Nord de Paldiski en Estonie.

## Présentation
Le port Sud Paldiski est situé à 45 km à l'ouest de Tallinn.
Le port appartient au port de Tallinn, c'est le principal port roulier d'Estonie.
Le territoire portuaire couvre 580 427 m2 de terre et 1 372 000 m2 d'eau
Les principaux types marchandises manutentionnés dans le port sont les suivants : Ro-Ro,  le vrac solide et le vrac liquide.
L'orientation stratégique du port est le traitement des marchandises d'import-export estoniennes ainsi que la manutention de diverses marchandises transitant par l'Estonie.
Une tendance à la hausse est le transport et le service avant-vente des voitures particulières neuves.

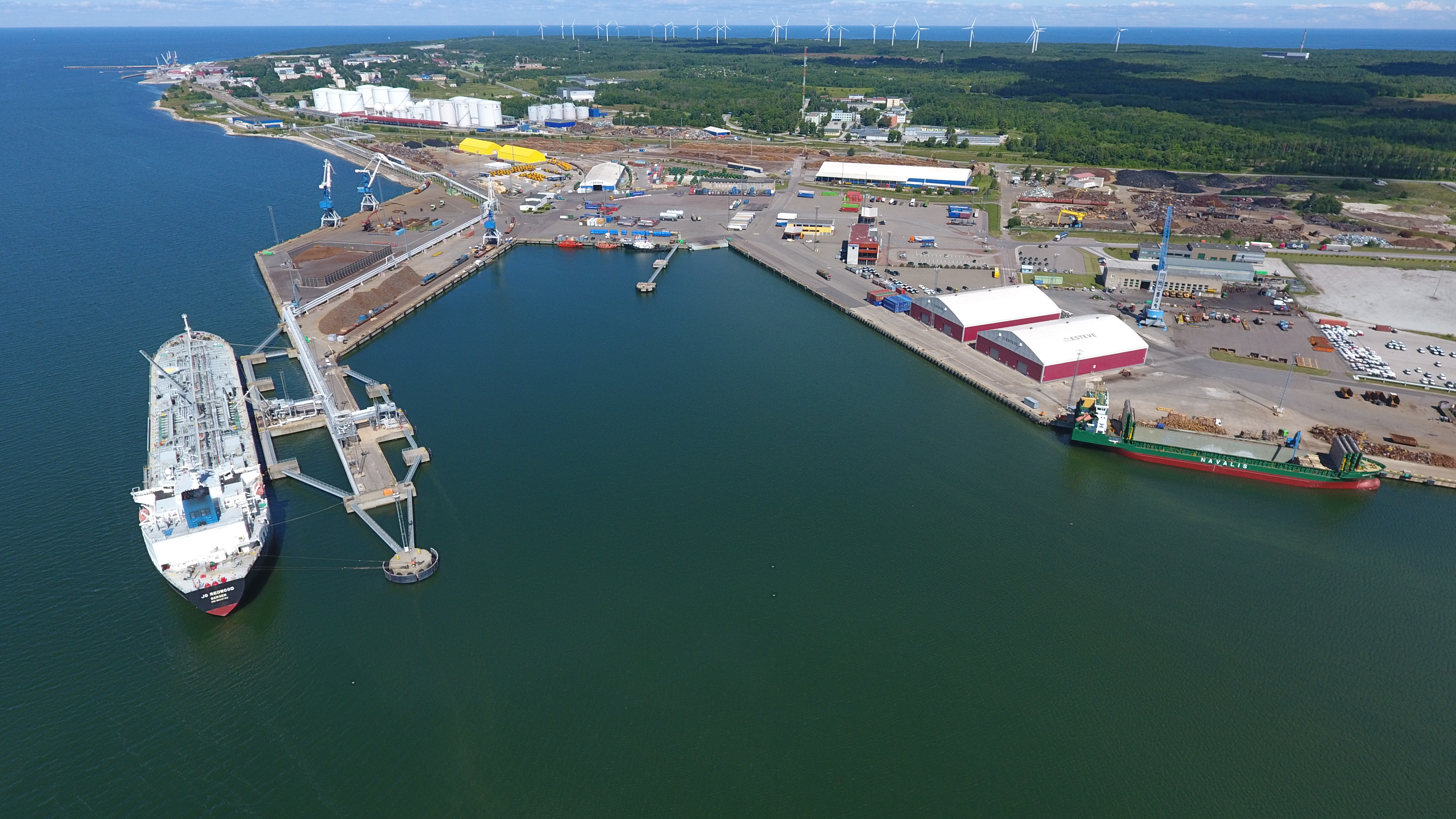

## Parc industriel du port sud de Paldiski
La superficie totale du parc industriel est de 39 hectares. 
Le parc industriel du port Sud de Paldiski est destiné aux entreprises qui doivent être implantées à proximité du port.